# Shepperton
Shepperton is een plaats en civil parish in het bestuurlijke gebied Spelthorne, in het Engelse graafschap Surrey met 10.796 inwoners. Shepperton ligt op de noordelijke oever van de Theems. Voor 1965 lag de plaats in Middlesex.

## Geboren
- Roy Urquhart (1901-1988), generaal-majoor
- Robert Faurisson (1929-2018), Frans holocaustontkenner

## Trivia
- Shepperton werd in het boek The War of the Worlds van H.G. Wells aangevallen door Martianen en compleet vernietigd. Dit gebeurde in hoofdstuk 12 getiteld What I Saw of the Destruction of Weybridge and Shepperton.[1]